# Namysłaki (stacja kolejowa)
Namysłaki – stacja kolejowa w Namysłakach na linii kolejowej nr 383, w województwie wielkopolskim, w powiecie ostrowskim, w Polsce.